# Brian Fay
Brian Fay, född 9 november 1998, är en irländsk friidrottare som tävlar i långdistanslöpning.

## Karriär
Vid Europamästerskapen i friidrott 2022 placerade han sig på en åttonde plats på 5 000 meter. Han har tagit två nationella mästerskapsguld.